# Bikupola (geometrija)
| Množica bikupol         | Množica bikupol                                                  |
| ----------------------- | ---------------------------------------------------------------- |
| Triangular gyrobicupola |                                                                  |
| Stranske ploskve        | 2n trikotnikov, 2n kvadratov 2 n-kotnika                         |
| Robovi                  | 8n                                                               |
| Oglišča                 | 4n                                                               |
| Simetrijska grupa       | orto: Dnh, [2,n], *n22, reda 4n giro: Dnd, [2+,2n], 2*n, reda 4n |
| Vrtilna grupa           | Dn, [2,n]+, n22, reda 2n                                         |
| Lastnosti               | konveksna                                                        |

Bikupola je v geometriji telo, ki je sestavljeno  iz dveh kupol zlepljenih zlepljeni v svojih osnovnih ploskvah.
Znani sta dve skupini bikupol. Vsaka skupina je omejena z izmenjujočimi se trikotniki in kvadrati.

## Oblike

### Množica ortobikupol
| Simetrija      | Slika | Opis |
| -------------- | ----- | --- |
| D3h [2,3] *223 |       | tristrana ortobikupola (J27): 8 trikotnikov, 6 kvadratov, njeno dualno telo je trapezorombski dodekaeder |
| D4h [2,4] *224 |       | kvadratna ortobikupola (J28): 8 trikotnikov, 10 kvadratov                                                |
| D5h [2,5] *225 |       | petstrana ortobikupola (J30): 10 trikotnikov, 10 kvadratov, 2 petkotnika                                 |
| Dnh [2,n] *22n |       | k-strana ortobikupola: 2n trikotnikov, 2n kvadratov, 2 n-kotnikov                                        |

### Množica girobikupol
| Simetrija       | Slika | Opis                                                                                                |
| --------------- | ----- | --------------------------------------------------------------------------------------------------- |
| D2d [2+,4] 2*2  |       | girobifastigij (J26): 4 trikotniki, 4 kvadrati                                                      |
| D3d [2+,6] 2*3  |       | tristrana girobikupola ali kubooktaeder: 8 trikotnikov, 6 kvadratov; je dualen rombskemu dodekaedru |
| D4d [2+,8] 2*4  |       | kvadratna girobikupola (J29): 8 trikotnikov, 10 kvadratov                                           |
| D5d [2+,10] 2*5 |       | petstrana girobikupola (J31): 10 trikotnikov, 10 kvadratov, 2 petkotnika                            |
| Dnd [2+,2n] 2*n |       | k-strana girobikupola: 2n trikotnikov, 2n kvadratov, 2 n-kotnikov                                   |